# Pensacolops rubrovittatus
Genre
Espèce
Pensacolops rubrovittatus, unique représentant du genre Pensacolops, est une espèce d'araignées aranéomorphes de la famille des Salticidae.

## Distribution
Cette espèce est endémique de l'État de São Paulo au Brésil,. Elle se rencontre vers Botucatu.

## Description
La carapace du mâle holotype mesure 2,2 mm de long sur 1,6 mm de large et 0,7 mm de haut.

## Systématique et taxinomie
Cette espèce a été décrite par Bauab en 1983.
Ce genre a été décrit par Bauab en 1983 dans les Salticidae.

## Publication originale
- Bauab, 1983 : « Descriçao do gênero Pensacolops, g. n. e de nova espécie de Chira Peckham, 1896 (Araneae, Salticidae). » Boletim de Zoologia, vol. 7, p. 1-6.